# Orehek (gmina Postojna)
Orehek – wieś w Słowenii, w gminie Postojna. W 2018 roku liczyła 198 mieszkańców.